# Рура Михайло Степанович
Михайло Степанович Рура (нар. 1 березня 1959 — пом. 24 листопада 2018, Маріуполь, Донецька область, Україна) — радянський та український футболіст, універсал. Згодом — тренер.

## Життєпис
Вихованець ждановської команди «Карамелька», де його тренером був Валерій Сидоров.
У віці вісімнадцяти років став гравцем місцевого «Новатора» на запрошення головного тренера Олександра Малакуцького. Команда виступала у Другій лізі СРСР. З 1979 року по 1980 рік був гравцем узбецького «Зарафшана», після чого повернувся в «Новатор». У сезоні 1985 року став найкращим бомбардиром команди у Другій лізі з 10 забитими м'ячами. У 1986 році перейшов до запорізького «Металурга» з Першої ліги СРСР. Провів у команді два роки знову став гравцем «Новатора». Сезон 1989 року команда завершила на останньому місці в своїй підгрупі і покинула другий дивізіон радянського футболу.
У 1990 році грав за «Кремінь» з Кременчука у Другій лізі. Разом з «Новатором» став переможцем останнього розіграшу аматорського чемпіонату Української РСР. Після чого, команда отримала право виступати в Першій лізі України, де клуб називався «Азовець». Рура грав там протягом трьох місяців. Потім був гравцем «Металурга» з Адана, шахтарського «Прометея», маріупольського АФК-УОР і «Нафтовика» з Похвістнево.
Після закінчення кар'єри футболіста перейшов на тренерську роботу, серед його вихованців Олег Шутов. Потім став директором маріупольського спортивного інтернату №4.

## Статистика
| Сезон   | Клуб                     | Ліга           | Чемпіонат | Чемпіонат | Кубок | Кубок |
| Сезон   | Клуб                     | Ліга           | Матчі     | Голи      | Матчі | Голи  |
| ------- | ------------------------ | -------------- | --------- | --------- | ----- | ----- |
| 1977    | «Новатор»                | Друга ліга     | 9         | 0         |       |       |
| 1978    | «Новатор»                | Друга ліга     | 14        | 0         |       |       |
| 1979    | «Зарафшан»               | Друга ліга     | 26        | 2         |       |       |
| 1980    | «Зарафшан»               | Друга ліга     | 35        | 7         |       |       |
| 1982    | «Новатор»                | Друга ліга     | 18        | 1         |       |       |
| 1983    | «Новатор»                | Друга ліга     | 48        | 4         |       |       |
| 1984    | «Новатор»                | Друга ліга     | 34        | 2         |       |       |
| 1985    | «Новатор»                | Друга ліга     | 38        | 10        |       |       |
| 1986    | «Металург» (Запоріжжя)   | Перша ліга     | 46        | 1         | 4     | 0     |
| 1987    | «Металург» (Запоріжжя)   | Перша ліга     | 38        | 2         | 1     | 0     |
| 1988    | «Новатор»                | Друга ліга     | 49        | 6         |       |       |
| 1989    | «Новатор»                | Друга ліга     | 46        | 6         |       |       |
| 1990    | «Кремінь»                | Друга ліга     | 23        | 1         |       |       |
| 1992    | «Азовець»                | Перша ліга     | 20        | 1         | 1     | 0     |
| 1992    | «Металург» (Алдан)       | Перша ліга     | 8         | 3         | 1     | 0     |
| 1992/93 | «Прометей» (Шахтарськ)   | Перехідна ліга | 3         | 0         |       |       |
| 1993    | «Металург» (Алдан)       | Перша ліга     | 29        | 6         |       |       |
| 1997    | «Нафтовик» (Похвістнево) | Третя ліга     | 9         | 7         | 1     | 0     |